# Alexander Hart
Alexander Hart, född 17 september 1985, är en svensk-amerikansk bandy och innebandyspelare. 
Han är barnbarnsbarn till hjärnkirurgen och bandyspelaren Herbert Olivecrona. Spelar från och med 2015-16 säsongen bandy för Murman i Murmansk, Ryssland. År 2016 vann Hart ryskt silver i innebandy med sitt lag Spartak Moskva. Amerikansk landslagsspelare i innebandy vid Världsmästerskapet i innebandy för herrar 2016 och övergick kort därpå till FBC Česká Lípa i tjeckiska innebandyligan.